# Georgij Michajlovič Romanov
Georgij Michajlovič Romanov (in russo Великий Князь Георгий Михайлович?) (Belyj Ključ, 23 agosto 1863 – San Pietroburgo, 28 gennaio 1919) è stato un figlio del granduca Michail Nikolaevič di Russia e primo cugino dell'imperatore Alessandro III. Fu generale dell'esercito russo nella prima guerra mondiale. Durante la rivoluzione russa venne imprigionato dai bolscevichi e ucciso da uno squadrone di fucilieri assieme al fratello granduca Nikolaj Michajlovič ed ai cugini granduchi Pavel Aleksandrovič e Dmitrij Konstantinovič.

## Infanzia e gioventù
Il granduca Georgij Michajlovič nacque a Bielyi-Kliutschi, vicino a Tbilisi, il 23 agosto 1863, quarto (e terzo maschio) dei sette figli del granduca Michail Nikolaevič di Russia e di sua moglie, la granduchessa Olga Feodorovna, nata principessa Cecilia di Baden. Conosciuto in famiglia con il nomignolo di Gogi, crebbe in Georgia dove il padre era governatore generale delle province russe della Transcaucasia. Ricevette un'educazione spartana che consisteva, tra l'altro, nel dormire in brandine militari ed essere sottoposto a bagni freddi; venne educato a casa da un tutore privato. Il padre, impegnato nei suoi incarichi militari e governativi, fu per lui una figura distante; la madre fu invece molto severa ed una forza dominante all'interno della famiglia. Come i fratelli, Georgij venne destinato alla vita militare; appena dopo essere stato battezzato fu infatti nominato patrono del 3º Battaglione delle Guardie a Cavallo con il rango di aiutante generale. Iniziò la sua carriera nel Caucaso e la proseguì a San Pietroburgo, dove la sua famiglia si trasferì quando lui aveva diciotto anni.
Era molto alto, circa 193 cm, aveva occhi castani, niente barba, ma dei grandi baffi. Divenne calvo in giovane età. In gioventù condusse il tipico stile di vita della ricca nobiltà russa: ricevimenti, alcool, gioco d'azzardo e donne. Aveva anche inclinazioni intellettuali ed era un pittore piuttosto talentuoso. I suoi interessi per le arti infine lo condussero a divenire curatore del Museo Russo di Sua Maestà Imperiale Alessandro III, l'attuale Museo Russo a San Pietroburgo, incarico che mantenne per molti anni. Nel 1898 venne nominato presidente della Società Genealogica Russa.
Georgij Michajlovič era una persona tranquilla e schiva; era sempre di buonumore e scherzava molto quando parlava, spesso canzonando i suoi amici. Aveva un appetito vorace ed era tra i primi a presentarsi a tavola. Era conosciuto per la sua gentilezza d'anima ed il suo solido discernimento; ciononostante la sua opinione non aveva molto peso nella famiglia imperiale ed infatti egli aveva solo incarichi cerimoniali come ad esempio la rivista di truppe o la consegna di medaglie. Personalmente era molto attento al protocollo; una sera che il principe Gavriil Konstantinovič si trovava seduto nel palco imperiale a teatro insieme a Georgij e suo fratello Sergej Michajlovič, Georgij sentì il bisogno di riferirgli «con toni pacati» che senza l'espresso invito dello Zar, nessuno poteva entrare nel palco.

## Collezionista di monete
La numismatica era la sua più grande passione fin da quando era bambino: nel corso degli anni egli accumulò la collezione più consistente e raffinata di monete e medaglie russe, che comprendeva praticamente ogni tipo di moneta mai usata nell'impero russo. Georgij scrisse dieci monografie sull'argomento, tra le quali Catalogo delle Monete Imperiali russe 1725-1891, libro ristampato negli Stati Uniti nel 1976 e che ancora oggi è un importante testo sull'argomento. Quando Georgij Michajlovič venne nominato direttore del neonato Museo Alessandro III nel 1895, il Granduca utilizzò tutta la sua conoscenza ed influenza per incrementare la collezione di monete del museo con pezzi rari o intere collezioni, come ad esempio la sezione russa post-1700 proveniente dal gabinetto del Conte Hutten-Czapski. Nel 1909 donò la sua collezione personale al museo, che venne poi usata come base di un lavoro monumentale di un gruppo di studiosi russi sponsorizzato da Georgij stesso.
Gli sconvolgimenti legati alla Prima Guerra Mondiale costrinsero il preoccupato Granduca a vedere la sua collezione imballata ed immagazzinata per maggior sicurezza nella Banca Statale per i Prestiti di San Pietroburgo. Durante la rivoluzione, quattro delle cinque quasse vennero trafugate fuori dal Paese in circostanze misteriose; parte della collezione venne rubata in Occidente, ma la vedova di Georgij ne ricevette la maggior parte. Infine le monete raggiunsero la Collezione Numismatica Nazionale di Washington, attraverso la Jugoslavia, Roma, New York e Berkeley; questa unica ed imponente collezione, costituita da più di 10 000 monete e 1 250 medaglie appartenute originariamente a Georgij Michajlovič, è conservata fin dagli anni 1950 allo Smithsonian Institution.

## Matrimonio e figli

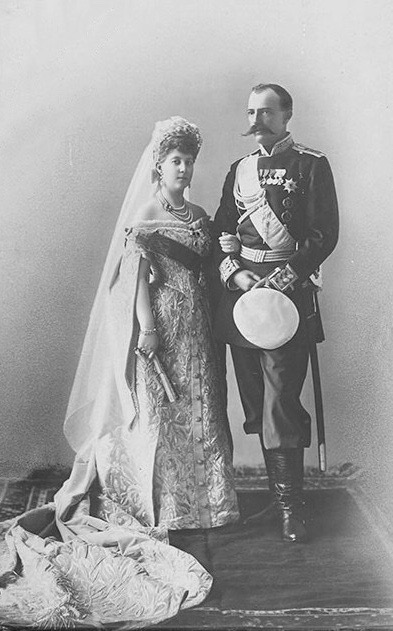
I granduchi Georgij Michajlovič e Maria Georgievna in una fotografia del 1900 circa

In gioventù Georgij Michajlovič si innamorò della principessa Nina Chavchavadze, diretta discendente dei re di Georgia, ma d'altronde non poteva sposarla perché, in conformità alla legge di famiglia, la loro unione sarebbe stata morganatica. Georgij ne fu molto addolorato e rimase scapolo fino all'età di trentasette anni. Nel 1892 si decise a sposare la principessa Maria di Edimburgo, ma la madre di lei (Marija Aleksandrovna Romanova, prima cugina di Georgij) prontamente ne organizzò il matrimonio con il principe della corona Ferdinando di Romania.
Alla fine Georgij si interessò alla principessa Maria di Grecia, la figlia più giovane del re Giorgio I di Grecia e della regina Olga, nata granduchessa di Russia. Maria non era bella e non era nemmeno desiderosa di sposare Georgij, ma egli continuò a perseverare. Nell'aprile 1896 arrivò ad Atene e chiese la sua mano: ella avrebbe voluto rimanere in Grecia, ma le venne proibito di sposare un uomo comune del quale si era innamorata, così infine accettò la proposta del Granduca, piuttosto che unirsi in matrimonio con l'altro pretendente, il principe Alessandro Obrenovič di Serbia. Il corteggiamento si svolse durante i giochi olimpici di Atene, ma ella mise subito in chiaro che non era innamorata di Georgij, ed infatti la coppia contrasse un matrimonio di convenienza. La cerimonia avvenne quattro anni dopo su suolo greco, a Corfù, per insistenza della sposa, il 12 maggio 1900; Georgij e Maria andarono in luna di miele in Italia e, dopo una visita in Austria, si stabilirono in Russia. Tra di loro si parlavano in francese.
Georgij Michajlovič e Maria vissero per sei anni in alcuni appartamenti a Michajlovskoe, un palazzo fuori San Pietroburgo, residenza del granduca Michail Nikolaevič, padre di Georgij. I Granduchi ebbero due figlie:
- principessa Nina Georgievna (20 giugno 1901 – 27 febbraio 1974), nel 1922 sposò il principe Paul Chavchavadze; ebbero un figlio, principe David Chavchavadze;
- principessa Ksenija Georgievna (22 agosto 1903 – 17 settembre 1965), nel 1921 sposò William Bateman Leeds da cui divorziò nel 1930; nel 1946 sposò Herman Jud; l'unica figlia di Ksenija, Nancy Leeds (1925-2006), sposò Edward Judson Wynkoop Jr.[4]

Nel 1905 la famiglia si trasferì in un nuovo piccolo palazzo in Crimea; costruito in stile inglese, diedero alla proprietà un nome greco, Harax. Per nove anni il Granduca e sua moglie condussero una vita tranquilla. Georgij era un padre devoto, ma il suo matrimonio fu un fallimento: Maria non amava la Russia ed infine si estraniò dal marito. Nel giugno 1914 la granduchessa prese con sé le due figlie e andò in Inghilterra con il pretesto della salute delle principessine, ma in realtà desiderava separarsi dal marito. Quando la guerra scoppiò, un mese dopo il suo arrivo, Maria non tornò immediatamente in Russia ed in seguito l'impresa si rivelò troppo rischiosa; Georgij non rivide mai più la moglie e le figlie.

## Guerra e rivoluzione
In gioventù, Georgij Michajlovič subì dei danni permanenti alla gamba, che gli impedì di dedicarsi alla carriera militare attiva, come avrebbe desiderato; ciononostante egli servì, con compiti ridotti, nei Lancieri di Sua Maestà. Quando scoppiò la prima guerra mondiale ritornò nell'esercito come luogotenente generale; nel 1915 venne nominato aiutante di campo del comandante in capo e Nicola II lo impiegò come supervisore delle operazioni belliche. Nella sua posizione egli doveva far rapporto all'Imperatore sulla situazione generale al fronte; trovò una grande disorganizzazione a tutti i livelli, specialmente nelle retroguardie, e scoprì numerosi casi di corruzione, facendosi così dei nemici. Per aiutare la Nazione durante lo sforzo bellico organizzò anche un ospedale privato nel suo palazzo di San Pietroburgo.
Nel marzo 1915 Georgij Michajlovič venne nominato patrono del 4º Battaglione Sentinelle Kabansy. Lo stesso anno venne inviato in missione in Giappone, allora alleato dell'impero russo nella guerra con la Germania; si recò in visita in Corea e da qui prese una nave che lo condusse in Giappone. All'inizio del 1916 fece ritorno in Russia attraverso Vladivostok e colse l'occasione per osservare la situazione nell'Estremo Oriente; in seguito venne mandato a visitare i prigionieri di guerra tedeschi ed austriaci. I primi mesi del 1917 lo videro impegnato a far visita ai corpi d'armata in Bessarabia e Romania; durante il suo viaggio fece visita all'imperatrice madre Maria Feodorovna a Kiev e a Bucarest incontrò la regina Maria di Romania, che in passato avrebbe voluto sposare. Fece poi ritorno al quartier generale di Nicola II a Mogilev e all'inizio della rivoluzione si trovava a San Pietroburgo.
Nel 1916, convinto dell'imminenza della rivoluzione, Georgij tentò invano di persuadere lo Zar della necessità di concedere una costituzione. Il Granduca si trovava a Gatčina quando Nicola II abdicò. Con la caduta della monarchia, il 31 marzo 1917 egli rassegnò le dimissioni da ogni carica militare. Decise di andare in Inghilterra ma il governo britannico aveva proibito l'ingresso ad ogni granduca russo; il principe Georgij Evgen'evič L'vov, il primo premier russo post-imperiale, non accettò la richiesta di Georgij Michajlovič di lasciare la Russia. Tre mesi dopo la caduta della dinastia dei Romanov, Georgij venne autorizzato dal governo provinciale ad espatriare in Finlandia, da dove sperava di passare in Svezia e quindi riunirsi con la famiglia in Gran Bretagna.
Nel giugno 1917 riuscì ad ottenere il permesso di andare in Finlandia e quindi affittò una villa a Retierve, un piccolo villaggio; nell'inverno dello stesso anno lasciò Retierve perché la casa era troppo fredda e quindi si trasferì a Helsinki. Nel gennaio 1918 venne informato che lo zar Nicola II e la sua famiglia erano stati imprigionati a Tobol'sk. Infine la situazione volse al peggio anche in Finlandia; ansioso di fuggire e di riunirsi con la moglie e le figlie che non vedeva da quattro anni, fece l'errore di chiedere un nuovo passaporto al governo sovietico per lasciare il Paese. Quell'errore segnò infatti il suo destino: il 3 aprile 1918 venne arrestato e riportato a Pietrogrado (come era stata ribattezzata San Pietroburgo), sotto la scorta delle Guardie Rosse.

## Prigionia

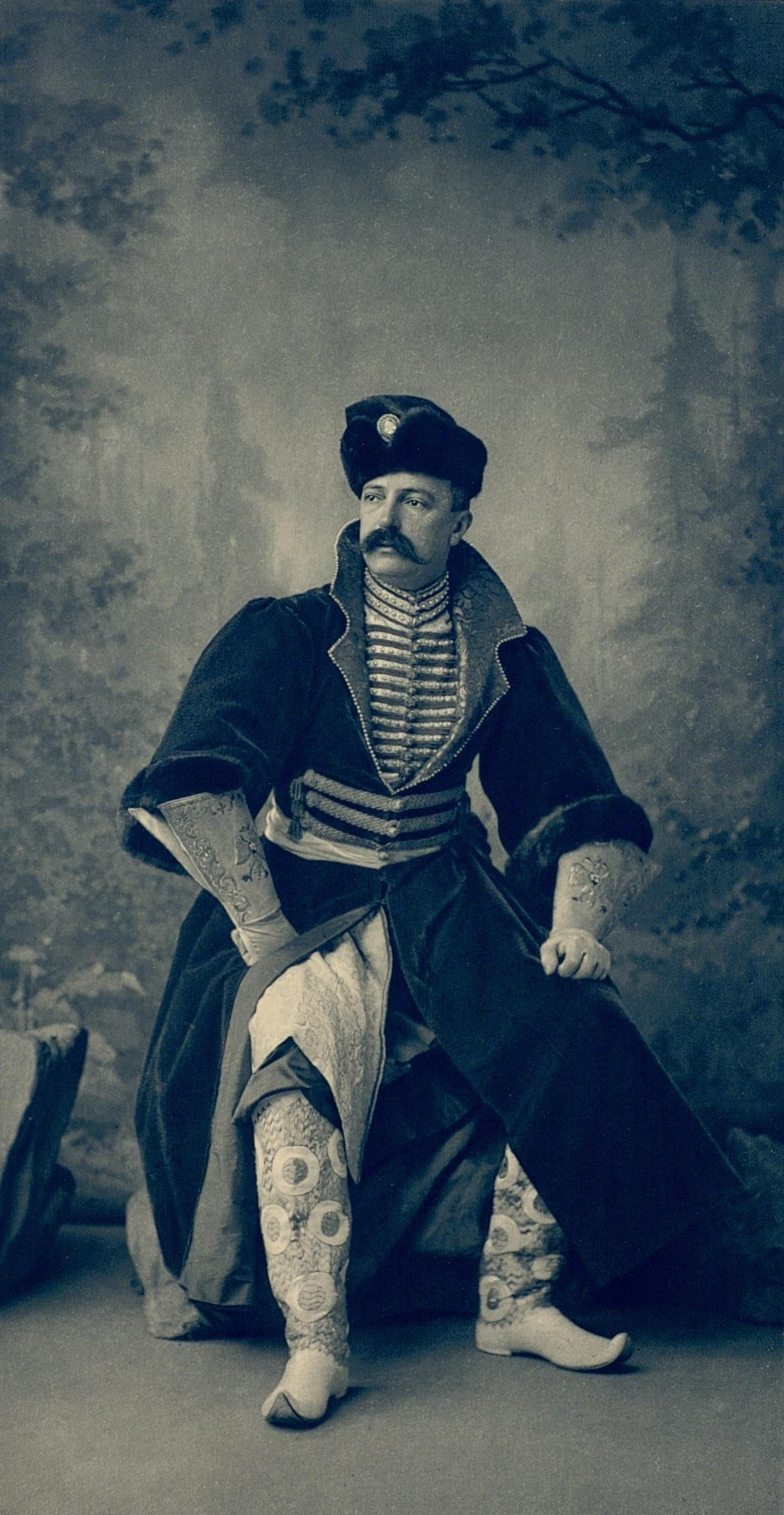
Georgij Michajlovič in una fotografia del 1903

Inizialmente gli venne semplicemente richiesto di non lasciare la città; visto che il suo palazzo era stato occupato dall'Armata Rossa egli dovette risiedere nell'abitazione del suo ex-segretario. Il mese seguente il giornale di Pietrogrado pubblicò un decreto in cui ordinava che tutti i Romanov avrebbero dovuto far rapporto alla temuta Čeka, la polizia segreta sovietica. Il granduca Georgij Michajlovič vi andò con il suo segretario ed ebbe un'intervista con Moisej Solomonovič Urickij, uno dei leader bolscevichi di Pietrogrado. Venne autorizzato a rimanere in libertà, ma dopo poco i bolscevichi decisero di mandare i membri della famiglia Romanov che si erano precedentemente registrati al confino. Georgij venne quindi riconvocato e mandato a Vologda, una città della Siberia Orientale.
Arrivato a Vologda incontrò alla stazione un agente commerciale nella cui casa avrebbe dovuto vivere. Era un'abitazione piccina e Georgij dovette aggiungersi alla cerchia famigliare del suo ospite, composta dalla moglie e dai quattro figli. Trovò quindi un'altra casa che apparteneva ad un ricco mercante e qui venne trattato molto bene dal proprietario. Il Granduca condivideva il suo esilio con il fratello Nikolaj e con il cugino Dmitrij Konstantinovič. Poteva muoversi liberamente in città e si facevano frequentemente visita l'un l'altro. La mattina del 14 luglio, due giorni prima dell'uccisione di Nicola II, una macchina con quattro uomini armati arrivò a Vologda e prelevò i granduchi dai loro alloggi; vennero arrestati ed internati in una piccola prigione recintata dove potevano essere sorvegliati più agevolmente. Durante questo periodo Georgij fu in grado di far pervenire delle lettere alla moglie, l'ultima delle quali datata 27 novembre 1918. La granduchessa Maria tentò senza successo di comprare la libertà del marito e degli altri Romanov per 50 000 sterline, attraverso l'ambasciatore danese a San Pietroburgo.
Georgij scrisse alla moglie in Inghilterra: «Ad ognuno di noi venne data una cella, e poi venimmo raggiunti da Dmitrij. Lo vidi arrivare attraverso le sbarre di ferro della mia finestra, e fui colpito dalla sua espressione triste. Le prime ventiquattro ore sono state dure, ma dopo quelle, fortunatamente ci permisero di usare i nostri letti da campo ed i nostri vestiti. Non c'è nessun altro nella prigione a parte noi tre». Il Granduca informò la moglie che essi erano tenuti sotto sorveglianza da soldati provenienti dalle province baltiche: «Ci trattano come camerati e non hanno più chiuso a chiave le nostre celle dopo il secondo giorno, mentre ci permettono di camminare nel giardinetto e nel cortile. Il nostro cibo viene portato dall'esterno». Mentre si trovavano lì imprigionati, li raggiunsero delle voci circa l'assassinio della famiglia dello Zar; questo sembrava indicare il peggio e Georgij fu il più pessimista dei tre granduchi. In seguito, il 21 luglio, tutti e tre vennero trasferiti nuovamente a Pietrogrado, dove vennero velocemente incarcerati assieme a sei altri detenuti in una cella del quartier generale della Čeka.
Al loro arrivo, Georgij e gli altri granduchi vennero lungamente interrogati da Urickij, presidente della Čeka di Pietrogrado. Georgij Michajlovič scrisse: «Dmitrij chiese ad Urickij perché fossimo stati imprigionati, e la sua risposta fu che era stato fatto per salvarci visto che il popolo voleva fucilarci a Vologda, una spiegazione piuttosto difficile da credere». I prigionieri vennero fotografati e poi trasferiti alla prigione Kresty; poco dopo vennero nuovamente spostati nella prigione Spalernaia, dove rimasero molto tempo. Qui ognuno aveva una sua cella privata, anche se piccola; l'unico arredamento era un letto di ferro. I granduchi avevano il permesso di fare esercizio fisico per mezz'ora o tre quarti d'ora due volte al giorno, benché i contatti personali concessi a Vologda vennero inizialmente negati. Le loro guardie, tutte soldati, li trattavano bene: aiutarono perfino Georgij a far uscire delle lettere. Dopo molti giorni vennero autorizzati ad incontrarsi nel cortile e gli fu concesso di ricevere oggetti dall'esterno, come sigarette e biancheria pulita. La loro giornata iniziava alle 7:00, quando venivano svegliati dai passi dei loro secondini nel salone e dal clangore metallico delle chiavi nelle porte. Il pranzo veniva servito a mezzogiorno e consisteva in acqua calda e sporca con poche lische di pesce e pane nero. Le luci venivano accese nelle celle alle 19:00 benché, visto l'avvicinarsi dell'inverno, i prigionieri dovessero rimanere seduti al buio fino a quell'ora. Gli incontri dei granduchi durante le ore di esercizio permettevano loro di scambiare alcune parole.
Alcuni dei loro parenti fecero dei frenetici tentativi di salvarli, attraverso Maksim Gor'kij, che chiese a Lenin di lasciarli liberi, ma l'ordine di rilascio giunse troppo tardi.

## Morte
Non ci sono testimonianze dell'uccisione. Ciò che si conosce è basato su versione derivanti da pettegolezzi ed informazioni di seconda mano; queste variano nei dettagli, alcune sono caratterizzate da un tenore chiaramente drammatico, ma tutte sono accomunate dal medesimo tono. Alle 23:30 del 27 gennaio 1919 le guardie svegliarono Georgij Michajlovič, suo fratello Nikolaj ed il loro cugino Dmitrij Konstantinovič nelle loro celle di Spalernaia, dicendo loro che dovevano essere trasferiti e che dovevano fare i bagagli. All'inizio pensavano che sarebbero stati portati a Mosca; il granduca Nikolaj pensò addirittura che sarebbero stati liberati, ma Georgij gli disse che, molto più probabilmente, sarebbero stati portati in un altro luogo per essere fucilati. Quando, al momento di partire, venne detto loro di lasciare i loro bagagli essi avevano ormai delle idee piuttosto infauste di ciò che sarebbe capitato loro.
I granduchi vennero portati all'esterno e caricati su un camion sul quale erano già presenti quattro criminali comuni e sei guardie rosse; alle 1:20 della mattina del 28 gennaio lasciarono la prigione. Viaggiarono verso il fiume, presso il Campo di Marte, dove il furgone si fermò; mentre il guidatore cercava di riavviarlo, uno dei detenuti cercò di fuggire, ma venne subito fucilato alla schiena. Il camion infine riuscì a ripartire e si diresse verso la Fortezza di San Pietro e San Paolo. I prigionieri vennero rudemente scortati fino al bastione Trubetskoy, venne loro ordinato di levarsi il cappotto e la camicia, benché fossero almeno venti grandi sotto zero. In quel momento avevano capito perfettamente cosa sarebbe accaduto ed i granduchi si abbracciarono per l'ultima volta.
Altri soldati apparvero con un'altra persona, che i granduchi riconobbero infine come un loro cugino, il granduca Pavel Aleksandrovič. Ognuno di essi venne scortato da due soldati al loro fianco fino ad una fossa scavata nel cortile. Quando passarono davanti alla Cattedrale dei Santi Pietro e Paolo, dove i loro antenati erano stati sepolti, i granduchi si fecero reciprocamente il segno della croce; vennero poi allineati davanti alla buca, nella quale c'erano già tredici corpi. Nikolaj Michajlovič, il quale si era portato il suo gatto, lo consegnò ad un soldato, chiedendogli di accudirlo per suo conto. Tutti i granduchi affrontarono la morte con coraggio. Georgij e Dmitrij pregarono; il granduca Pavel, che era molto malato, venne fucilato su una lettiga. Nikolaj, Georgij e Dmitrij vennero uccisi dalla stessa scarica, il cui colpo li fece rotolare nella fossa comune.

## Antenati
|                             |                         |                                    | Genitori                                  |  |  | Nonni |  |  | Bisnonni          |  |  | Trisnonni            |  |
|                             |                         |                                    |                                           |  |  |       |  |  | Paolo I di Russia |  |  | Pietro III di Russia |  |
|                             |                         |                                    |                                           |  |  |       |  |  | Paolo I di Russia |  |  | Pietro III di Russia |  |
|                             |                         | Caterina II di Russia              |                                           |  |  |       |  |  | Paolo I di Russia |  |  |                      |  |
| Nicola I di Russia          |                         |                                    |                                           |  |  |       |  |  | Paolo I di Russia |  |  |                      |  |
|                             |                         | Sofia Dorotea di Württemberg       | Federico II Eugenio di Württemberg        |  |  |       |  |  |                   |  |  |                      |  |
|                             |                         | Sofia Dorotea di Württemberg       | Federico II Eugenio di Württemberg        |  |  |       |  |  |                   |  |  |                      |  |
|                             |                         | Sofia Dorotea di Württemberg       | Federica Dorotea di Brandeburgo-Schwedt   |  |  |       |  |  |                   |  |  |                      |  |
| Michail Nikolaevič Romanov  |                         | Sofia Dorotea di Württemberg       |                                           |  |  |       |  |  |                   |  |  |                      |  |
|                             |                         | Federico Guglielmo III di Prussia  | Federico Guglielmo II di Prussia          |  |  |       |  |  |                   |  |  |                      |  |
|                             |                         | Federico Guglielmo III di Prussia  | Federico Guglielmo II di Prussia          |  |  |       |  |  |                   |  |  |                      |  |
|                             |                         | Federico Guglielmo III di Prussia  | Federica Luisa d'Assia-Darmstadt          |  |  |       |  |  |                   |  |  |                      |  |
| Carlotta di Prussia         |                         | Federico Guglielmo III di Prussia  |                                           |  |  |       |  |  |                   |  |  |                      |  |
|                             |                         | Luisa di Meclemburgo-Strelitz      | Carlo II di Meclemburgo-Strelitz          |  |  |       |  |  |                   |  |  |                      |  |
|                             |                         | Luisa di Meclemburgo-Strelitz      | Carlo II di Meclemburgo-Strelitz          |  |  |       |  |  |                   |  |  |                      |  |
|                             |                         | Luisa di Meclemburgo-Strelitz      | Federica Carolina Luisa d'Assia-Darmstadt |  |  |       |  |  |                   |  |  |                      |  |
| Georgij Michajlovič Romanov |                         | Luisa di Meclemburgo-Strelitz      |                                           |  |  |       |  |  |                   |  |  |                      |  |
|                             | Carlo Federico di Baden | Federico di Baden-Durlach          |                                           |  |  |       |  |  |                   |  |  |                      |  |
|                             | Carlo Federico di Baden | Federico di Baden-Durlach          |                                           |  |  |       |  |  |                   |  |  |                      |  |
|                             | Carlo Federico di Baden | Amalia di Nassau-Dietz             |                                           |  |  |       |  |  |                   |  |  |                      |  |
| Leopoldo di Baden           | Carlo Federico di Baden |                                    |                                           |  |  |       |  |  |                   |  |  |                      |  |
|                             |                         | Luisa Carolina Geyer di Geyersberg | Luigi Enrico Filippo Geyer di Geyersberg  |  |  |       |  |  |                   |  |  |                      |  |
|                             |                         | Luisa Carolina Geyer di Geyersberg | Luigi Enrico Filippo Geyer di Geyersberg  |  |  |       |  |  |                   |  |  |                      |  |
|                             |                         | Luisa Carolina Geyer di Geyersberg | Massimiliana Cristiana di Sponeck         |  |  |       |  |  |                   |  |  |                      |  |
| Cecilia di Baden            |                         | Luisa Carolina Geyer di Geyersberg |                                           |  |  |       |  |  |                   |  |  |                      |  |
|                             |                         | Gustavo IV Adolfo di Svezia        | Gustavo III di Svezia                     |  |  |       |  |  |                   |  |  |                      |  |
|                             |                         | Gustavo IV Adolfo di Svezia        | Gustavo III di Svezia                     |  |  |       |  |  |                   |  |  |                      |  |
|                             |                         | Gustavo IV Adolfo di Svezia        | Sofia Maddalena di Danimarca              |  |  |       |  |  |                   |  |  |                      |  |
| Sofia Guglielmina di Svezia |                         | Gustavo IV Adolfo di Svezia        |                                           |  |  |       |  |  |                   |  |  |                      |  |
|                             |                         | Federica di Baden                  | Carlo Luigi di Baden                      |  |  |       |  |  |                   |  |  |                      |  |
|                             |                         | Federica di Baden                  | Carlo Luigi di Baden                      |  |  |       |  |  |                   |  |  |                      |  |
|                             |                         | Federica di Baden                  | Amalia d'Assia-Darmstadt                  |  |  |       |  |  |                   |  |  |                      |  |
|                             |                         | Federica di Baden                  |                                           |  |  |       |  |  |                   |  |  |                      |  |